# Marc Huster
Marc Huster (Altdöbern, 1º luglio 1970) è un ex sollevatore e telecronista sportivo tedesco, medagliato olimpico e campione mondiale che ha gareggiato nella categoria dei pesi massimi leggeri (fino a 82,5/83/85 kg.).
Ha preso parte a tre edizioni dei Giochi Olimpici.

## Carriera
Marc Huster è cresciuto a Lübbenau e ha iniziato a sollevare pesi nel 1981. Dopo un buon inizio nelle categorie juniores, ha partecipato alle Olimpiadi di Barcellona 1992 nella categoria dei pesi massimi leggeri (fino a 82,5 kg.), terminando la competizione al 7º posto con 362,5 kg. nel totale.
Ha ottenuto il primo risultato importante ai Campionati mondiali di Melbourne 1993, conseguendo la medaglia d'argento nella categoria dei pesi massimi leggeri, il cui limite era stato elevato a 83 kg., con 375 kg. nel totale, dietro al fuoriclasse greco Pyrros Dimas (377,5 kg.).
L'anno seguente Huster è riuscito ad incrementare le proprie prestazioni ed ha vinto la medaglia d'oro ai Campionati mondiali di Istanbul con il record del mondo di 382,5 kg. nel totale.
Nel 1995 ha ottenuto la medaglia d'argento ai Campionati mondiali di Guangzhou con 385 kg. nel totale, battuto da Pyrros Dimas con lo stesso risultato.
L'anno successivo ha partecipato alle Olimpiadi di Atlanta 1996, conquistando un'altra medaglia d'argento con 382,5 kg. nel totale, nuovamente battuto da Dimas (392,5 kg.).
Nel 1997 ha vinto la medaglia d'oro ai Campionati europei di Rijeka con 377,5 kg. nel totale.
Nel 1998 il limite della categoria dei pesi massimi leggeri è stato ulteriormente elevato a 85 kg., ma ciò non ha influito sulle prestazioni di Huster, il quale ha vinto nello stesso anno la medaglia d'oro ai Campionati europei di Riesa con 382,5 kg. nel totale, riuscendo a battere questa volta Pyrros Dimas (377,5 kg.). Qualche mese dopo, ai Campionati mondiali di Lahti, il risultato dei precedenti Campionati europei è stato rovesciato, con Dimas alla medaglia d'oro con 387,5 kg. nel totale e Huster medaglia d'argento con 385 kg. nel totale.
L'anno seguente Huster, nel mese di aprile, ha vinto un'altra medaglia d'oro ai Campionati europei di A Coruña con 387,5 kg. nel totale e, nel mese di novembre, ha ottenuto la medaglia di bronzo ai Campionati mondiali di Atene con 382,5 kg. nel totale.
Nel 2000 ha partecipato alle Olimpiadi di Sydney, la sua terza edizione consecutiva, conquistando un'altra medaglia d'argento, come quattro anni prima, sollevando 390 kg. nel totale, ancora battuto da Pyrros Dimas e davanti al georgiano Giorgi Asanidze. E' da rimarcare il fatto più unico che raro, che tutti e tre i medagliati hanno terminato la gara con lo stesso identico risultato nel totale, con assegnazione delle medaglie in base al peso corporeo dei primi tre classificati.
Dopo aver partecipato ai Campionati mondiali di Antalya 2001 senza aver concluso la gara, nel 2002 Marc Huster si è ritirato dalle competizioni, dedicandosi all'attività di commentatore televisivo, principalmente di competizioni di sollevamento pesi, per il canale Eurosport, con il quale collaborava già dal 1997.
Nel corso della sua carriera di sollevatore, Huster ha stabilito tre record del mondo, di cui due nella prova di slancio ed uno nel totale.